# Accabadora
Accabadora è un romanzo scritto da Michela Murgia e pubblicato nel maggio 2009 per la casa editrice italiana Einaudi. 
Il romanzo è stato tradotto in numerose lingue, tra cui inglese e cinese.
Con questo libro l'autrice ha vinto la sezione narrativa del Premio Dessì nel settembre 2009. Nel maggio 2010 il romanzo è stato premiato con il SuperMondello, il riconoscimento più importante del Premio Mondello e, nel settembre dello stesso anno, con il Premio Campiello.

## Trama
Nei primi anni cinquanta del XX secolo a Soreni, un piccolo paesino della Sardegna, dove tutti sanno tutto di tutti facendo finta di non sapere, la piccola Maria Listru, ultima e indesiderata di quattro sorelle orfane di padre, diviene filla de anima  – così vengono chiamati "i bambini generati due volte, dalla povertà di una donna e dalla sterilità dell'altra" – di Bonaria Urrai, benestante, che non si è mai sposata. 
Maria e Tzia Bonaria, sarta del paesino, vivono come madre e figlia, consapevoli entrambe di non esserlo. Si scoprirà alla fine del romanzo che Bonaria aveva deciso di adottare Maria quando, un giorno, l'aveva vista rubacchiare delle ciliegie, senza che sul volto della piccola trapelasse "né vergogna né consapevolezza... e le colpe come le persone iniziano ad esistere se qualcuno se ne accorge". A Maria, infatti, non "era ancora passato quel vizio, quello di rubare piccole cose di cui non aveva bisogno, ma che desiderava".
Sebbene sia possibile supporre che l'adozione da parte dell'anziana sarta non sia del tutto disinteressata, come quarta e tardiva figlia, Maria è abituata a pensarsi da sempre come «l'ultima» in tutti i sensi e per questo non finiscono di sorprenderla il rispetto e le attenzioni della nuova madre, che le ha offerto dimora, istruzione e futuro.
C'è però qualcosa di misterioso nella vecchia vestita di nero, nei suoi silenzi, nello sguardo timoroso di chi la incontra, nella sapienza millenaria riguardo alle cose della vita e della morte e nelle improvvise uscite notturne che Maria non riesce a comprendere. Quello che tutti sanno, e Maria non ancora, è che Bonaria Urrai conosce i sortilegi e le fatture di una cultura rimasta arcaica nel profondo, e che quando è chiamata, solo se ciò è veramente voluto dall'interessato senza speranza, è pronta a portargli una morte pietosa. Il suo è il gesto amorevole e finale dell'accabadora, l'ultima madre.
Un giorno Maria, in seguito alla confidenza dell'amico Andrìa, – che una notte aveva sorpreso l'accabadora nell'atto di compiere la sua caritatevole opera sul fratello che, amputato di una gamba, l'aveva supplicata di aiutarlo a concludere quella che non riteneva più essere una vita – scopre l'altra faccia di Tzia Bonaria. Sconcertata, decide, dopo un duro confronto, di lasciare il paese per la grande e lontana Torino, perché lei non sarebbe mai "capace di uccidervi solo perché è quello che volete". «Non dire mai: di quest'acqua io non ne bevo» l'ammonisce l'accabadora. Grazie alla raccomandazione della maestra che ha insegnato a Maria alle elementari, ottiene un posto di bambinaia per badare ai figli di una coppia borghese, Piergiorgio e Anna Gentili
Dopo quasi due anni di lontananza dalla Sardegna, Maria riceve una lettera della sorella che le comunica le gravi condizioni di salute di Tzia Bonaria. Anche a causa di una imprudenza che le costa il posto di lavoro (viene colta dai suoi datori di lavoro in intimità col quindicenne Piergiorgio), decide di tornare al paese e di accudire la donna che solo giuridicamente non le era madre.
Nonostante le diagnosi che la davano per morta da un momento all'altro, la vecchia Urrai continua a sopravvivere tra dolori lancinanti sempre più insopportabili.
Maria dovrà riconsiderare le frettolose convinzioni sull'eutanasia espresse anni prima. Il romanzo si conclude lasciando al lettore il compito di interpretare se Maria abbia o meno ucciso la seconda madre.

## Edizioni
- Michela Murgia, Accabadora, Torino, Einaudi, 2009, ISBN 978-88-06-19780-3.
- Michela Murgia, Accabadora, Milano, Mondolibri, 2009.
- Michela Murgia, Accabadora, collana Numeri primi, Torino, Einaudi, 2011, ISBN 978-88-6621-311-6.
- Michela Murgia, Accabadora, collana I grandi narratori del Premio Campiello, Milano, Il sole-24 ore, 2012.
- Michela Murgia, Accabadora, collana SuperET, Torino, Einaudi, 2014, ISBN 978-88-06-22189-8.
- Michela Murgia, Accabadora, collana Duemila, n. 45, Roma, La biblioteca di Repubblica-L'espresso, 2017.
- Michela Murgia, Accabadora, edizione allegata a periodici, Milano, Mondadori, 2019.